# Янги-Аул (Мелеузовский район)
Янги-Аул (баш. МФА: Яңауыло файле) — деревня в Мелеузовском районе Республики Башкортостан Российской Федерации. Входит в состав Араслановского сельсовета.

## География
Деревня находится на берегу реки Белая.

### Географическое положение
Расстояние до:
- районного центра (Мелеуз): 10 км,
- центра сельсовета (Смаково): 3 км,
- ближайшей ж/д станции (Мелеуз): 10 км.

## Население
| 2002 | 2009 | 2010 |
| ---- | ---- | ---- |
| 173  | ↗194 | ↘182 |

### Национальный состав
Согласно переписи 2002 года, преобладающая национальность — башкиры (97 %).